# Center for Science in the Public Interest

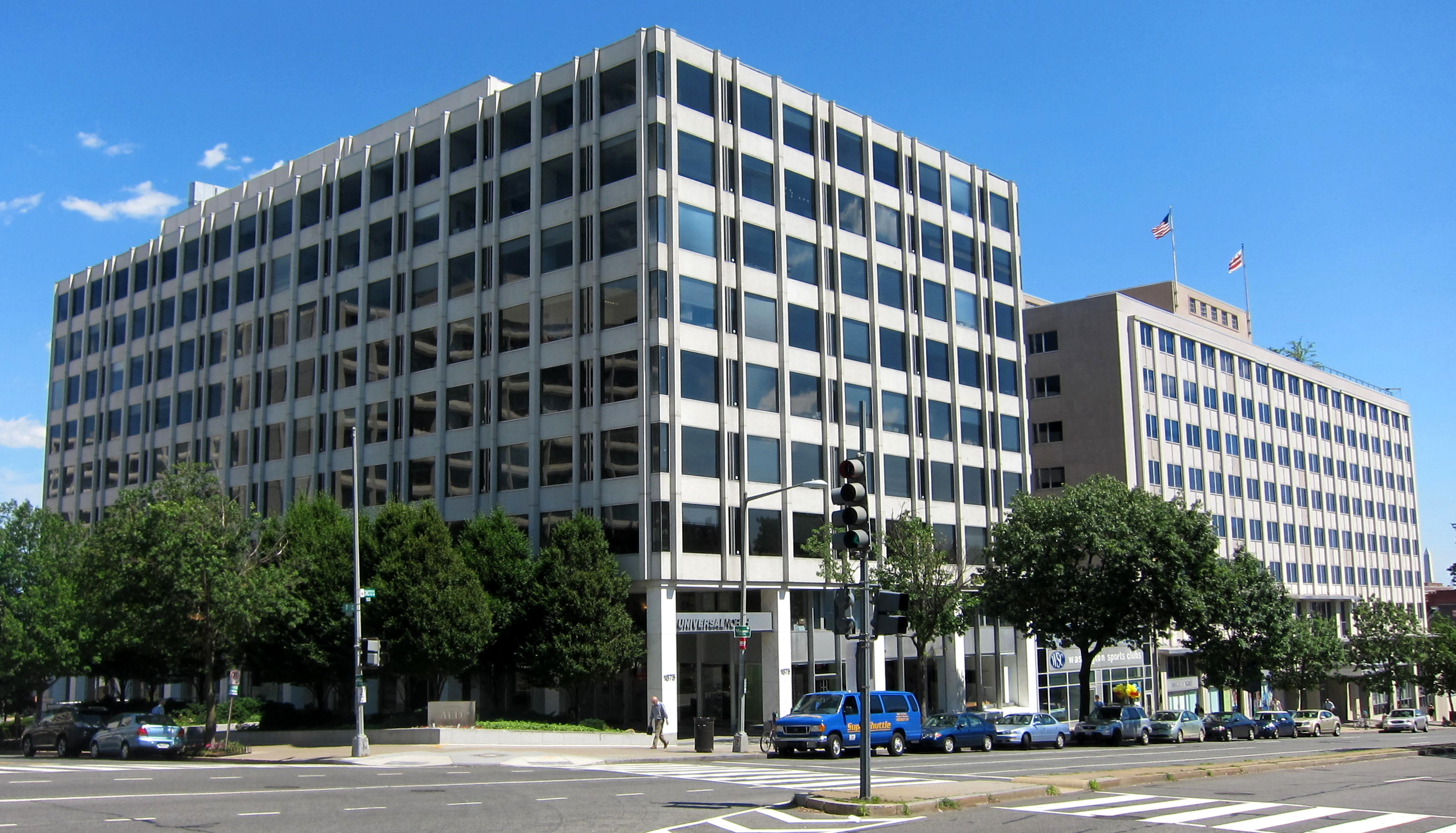
O Universal North Building (em primeiro plano; o Universal South Building está ao fundo) localizado na 1875 Connecticut Avenue, N.W., no bairro Adams Morgan de Washington, D.C, sendo sede do Center for Science in the Public Interest.

Center for Science in the Public Interest (CSPI) é uma Organização não governamental (ONG) americana que defende os direitos dos consumidores.
Esta organização, liderada por Michael Jacobson, foi fundada em 1971.